# 彼得斯鎮區 (堪薩斯州金曼縣)
彼得斯鎮區（英語：Peters Township）為美國堪薩斯州金曼縣轄下的鎮區。2010年美国人口普查中此鎮區人口有123人。

## 地理
彼得斯鎮區涵蓋總面積為93.3平方（36.03平方英里），其中陸地面積為93.3平方（36.02平方英里），水域面積為0.026平方（0.01平方英里）或0.03%。海拔高度504（1,654英尺）。

## 人口統計
根據2010年美國人口普查，彼得斯鎮區人口有123人，其中男性有68人，女性有55人，人口密度為每平方公里1.32人，住房計68戶。鎮區內的白人有123人，非裔美國人有0人，美洲原住民有0人，亞裔美國人有0人，太平洋島裔美國人有0人，其他種族有0人，混血種族則有0人。此外鎮區內有0人為西班牙裔或拉丁裔美國人。此鎮區之年齡中位數為48.8歲，而男性年齡中位數為49.0歲，女性年齡中位數為48.5歲。